# Revlon
«Revlon» — американский производитель косметической продукции.

## История
Компания была основана в 1932 году в Нью-Йорке братьями Ревсонами и химиком Чарльзом Лачменом. Первым выпущенным продуктом был новый тип эмали для ногтей (лак). В 1937 году «Revlon» начал продавать лаки для ногтей в универмагах и аптеках. За шесть лет компания увеличила товарооборот до нескольких миллионов долларов. К 1940 году «Revlon» предложил целую линию маникюра и добавил в свою коллекцию губную помаду.
В ноябре 1955 года компания стала публичной, проведя размещение своих акций на открытой бирже. Цена IPO, на момент запуска, составляла 12 долларов за акцию, но в течение 8 недель она достигла 30 долларов.
В марте 2014 года компания переместила свою штаб-квартиру на два этажа бизнес-центра «1 New York Plaza».
В 2016 году «Revlon» купил бренд своего конкурента «Elizabeth Arden» за 870 миллионов долларов.

## Награды
- Army-Navy «E» Award (1944)
- FiFi Awards (1974—1976, 1986, 1990)[3].

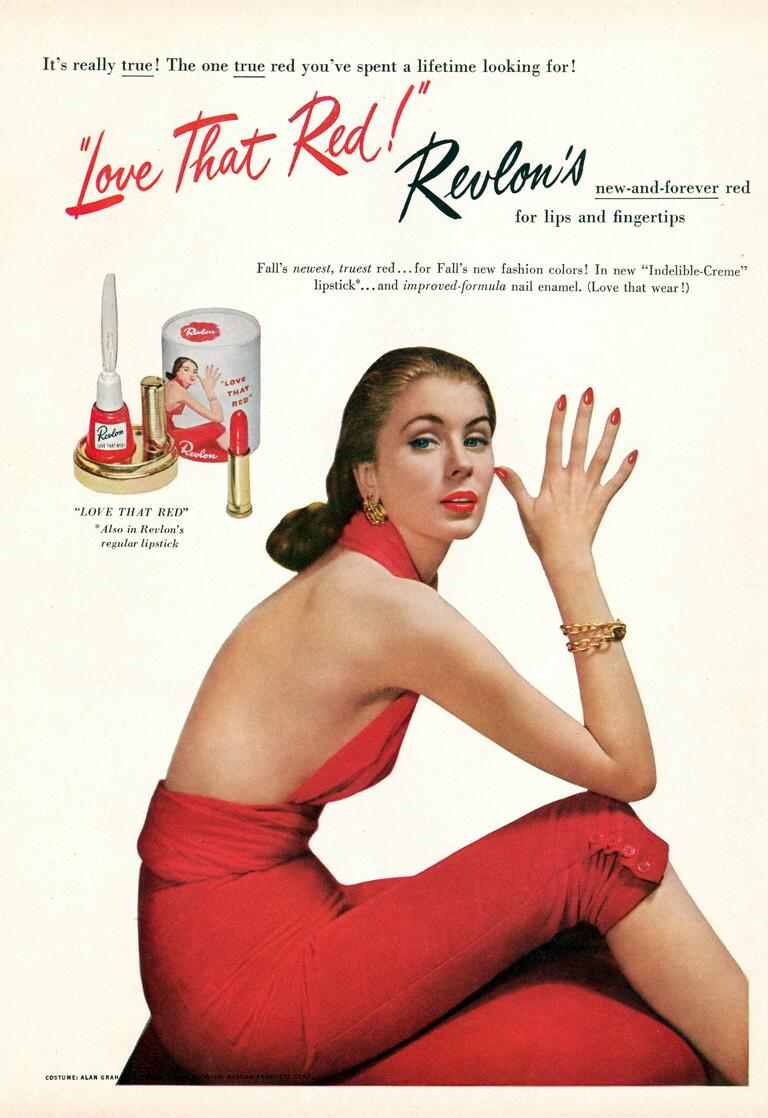
«Любовь красного цвета!» Сьюзи Паркер, 1951 год.
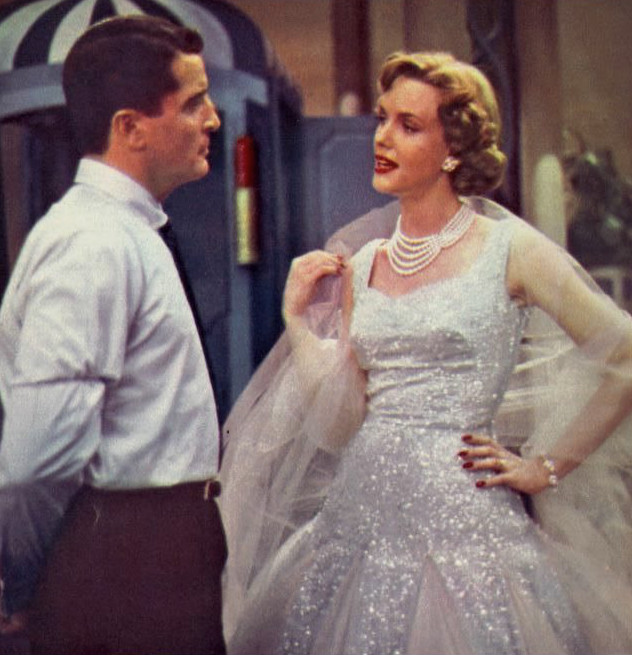
Барбара Бриттон (в то время лицо Revlon) с Хэлом Марчем[англ.] на телеигре «Вопрос на 64 000 долларов[англ.]» (1955 г.) даёт «живую рекламу» Revlon.
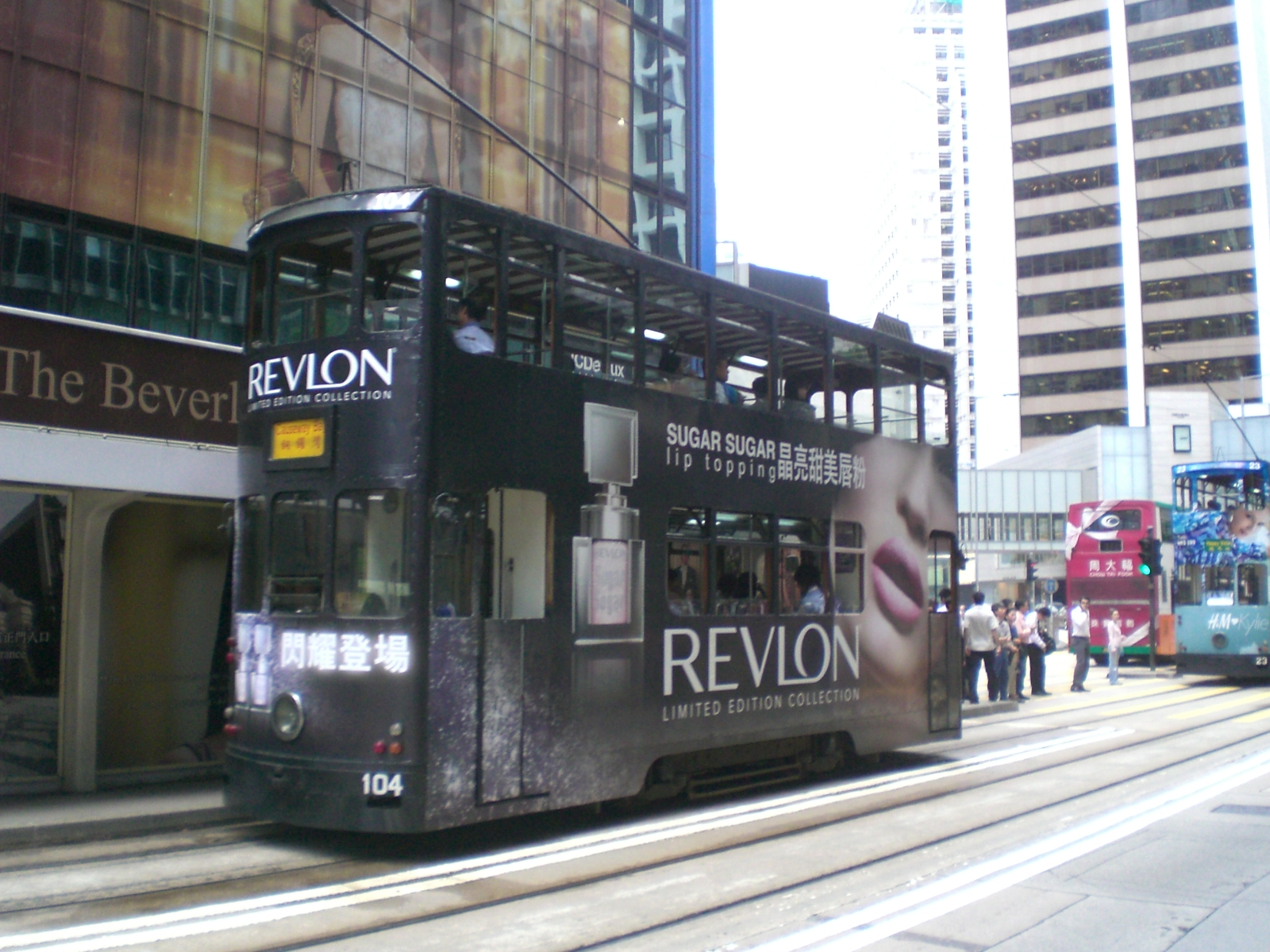
Реклама Revlon на трамвае в Гонконге, 2007 год.
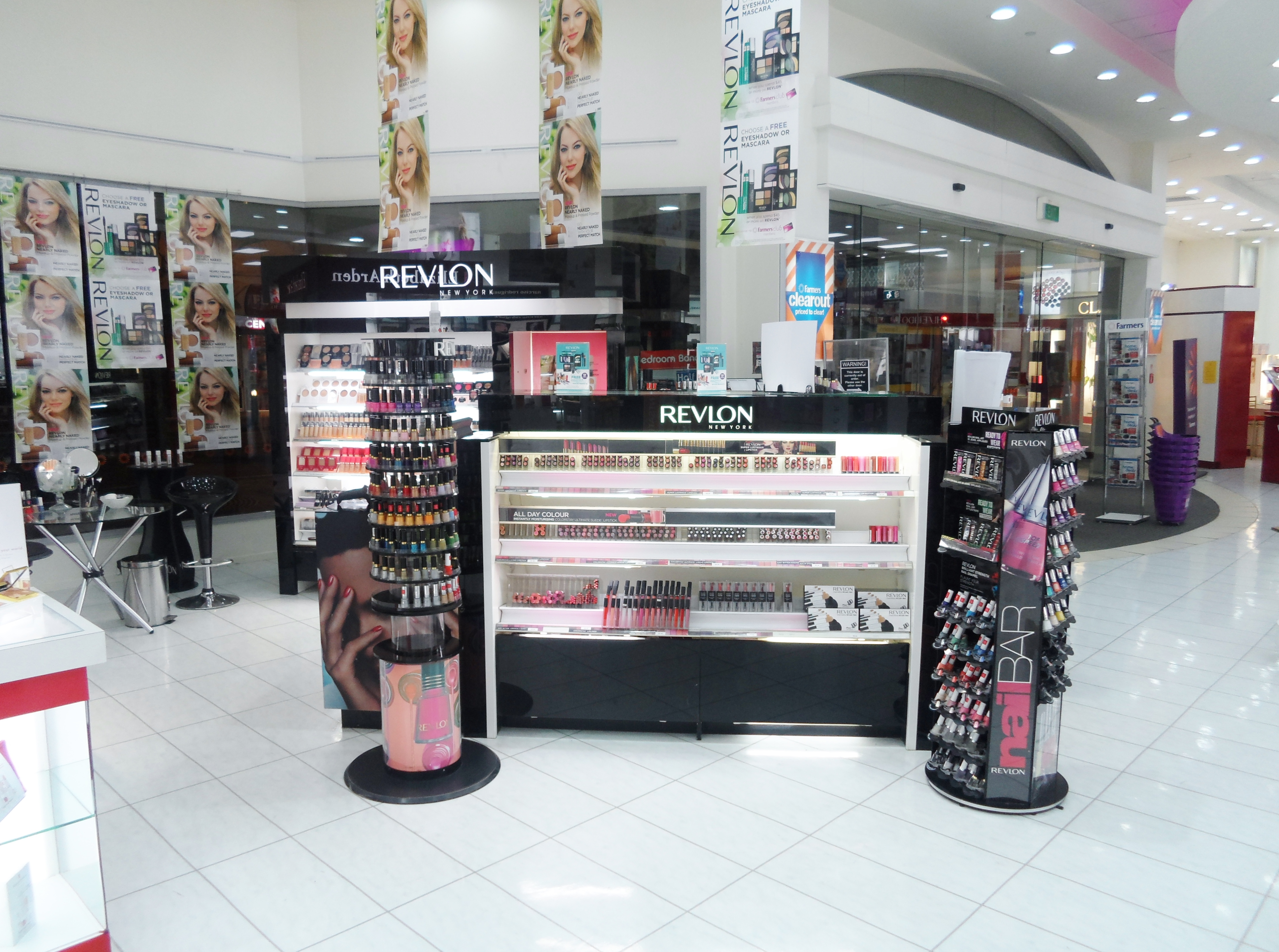
Стойка Revlon в г. Данидин (Новая Зеландия), 2013 год.